# Nizjne-Tulomskaja kraftverk
Nizjne-Tulomskaja kraftverk (ryska: Нижне-Туломская ГЭС) är ett ryskt vattenkraftverk i Tuloma i Murmansk oblast, Ryssland.
Bygget startade 1934 och kraftverket invigdes 1938. Det ägs och drivs av det ryska energiföretaget TGK-1, ett dotterbolag till Kolskenergo (Kola energi). 
Nizjne-Tulomskaja kraftverk utnyttjar ett fall på 17,5 meter i älven. Det har fyra kaplanturbiner med en installerad effekt av totalt 56 MW.